# Frederik van Zyl Slabbert
Frederik van Zyl Slabbert (Pretoria, 2 maart 1940 - Johannesburg, 14 mei 2010) was een Zuid-Afrikaans politicus, ondernemer en wetenschapper. Hij was in de jaren van apartheid tussen 1979 en 1986 de leider van de officiële oppositie in het toen nog witte parlement van Zuid-Afrika.
Van Zyl Slabbert werd geboren in Pretoria in een Afrikaans gezin. Hij groeide op in het toenmalige Pietersburg, nu Polokwane, in het noorden van het toenmalige Transvaal. Na de middelbare school ging hij eerst een jaar naar de Universiteit van de Witwatersrand om daarna te studeren in Stellenbosch. In 1967 promoveerde hij in de filosofie. Na zijn studie werkte hij bij meerdere universiteiten als lector in de sociologie.

## Politiek
Tijdens zijn studie en werk raakte Van Zyl Slabbert geïnteresseerd in de politiek. Hij was van meet af aan een tegenstander van de apartheid. In 1974   was hij kandidaat voor de progressieve partij in het district Rondebosch een buitenwijk van Kaapstad. Hij was direct succesvol en werd tot lid van het  witte parlement gekozen. Bij de verkiezingen van 1977 en 1981 wist hij zijn zetel te behouden.
De progressieve partij ging in 1977 op in de PFP. Van Zyl Slabbert werd in 1979 tot leider van de partij gekozen. Hij zou de partij leiden tot 1986 toen hij terugtrad en ook zijn zetel in het parlement opgaf. In zijn ogen was het parlement een irrelevante factor geworden waar het de toekomst van het land betrof.

## Na het parlement
Van Zyl Slabbert bleef na zijn aftreden wel politiek actief, maar dan vooral om tot een dialoog te komen tussen het ANC en het witte establishment. Hij richtte daarvoor de denktank IDASA (Institute for a Democratic Alternave for South-Africa) op die onder meer ontmoetingen tussen prominente Afrikaners en het ANC in Dakar in Senegal tot stand wist te brengen. 
Naast zijn politieke activiteiten was hij ook succesvol in zaken. In 2008 keerde hij terug naar de wetenschap toen hij werd benoemd tot rector van Stellenbosch.Vrij kort na zijn benoeming kreeg hij gezondheidsproblemen die hem na een jaar dwongen zijn positie op te geven. Hij overleed in 2010.
- Bibsys: 1001808
- Bibliothèque nationale de France: cb101393150 (data)
- Gemeinsame Normdatei: 138287732
- International Standard Name Identifier: 0000 0001 1440 758X
- Library of Congress Control Number: n81039239
- Nationale Bibliotheek van Israël: 987007274351205171
- Nederlandse Thesaurus van Auteursnamen: 072193409
- LIBRIS: 335529
- Système universitaire de documentation: 079199380
- Virtual International Authority File: 30856444
- WorldCat: E39PBJjRX6P7cCgkQXtgc46dwC